# 1172 Äneas
Az 1172 Äneas (ideiglenes jelöléssel 1930 UA) egy kisbolygó a Naprendszerben. Karl Wilhelm Reinmuth fedezte fel 1930. október 17-én, Heidelbergben. A Jupiter pályáján keringő Trójai csoport tagja.